# أرني باترسون
أرني باترسون هو شخصية أعمال كندي، ولد في 2 يوليو 1928، وتوفي في 9 مارس 2011.